# Bivonaea lutea

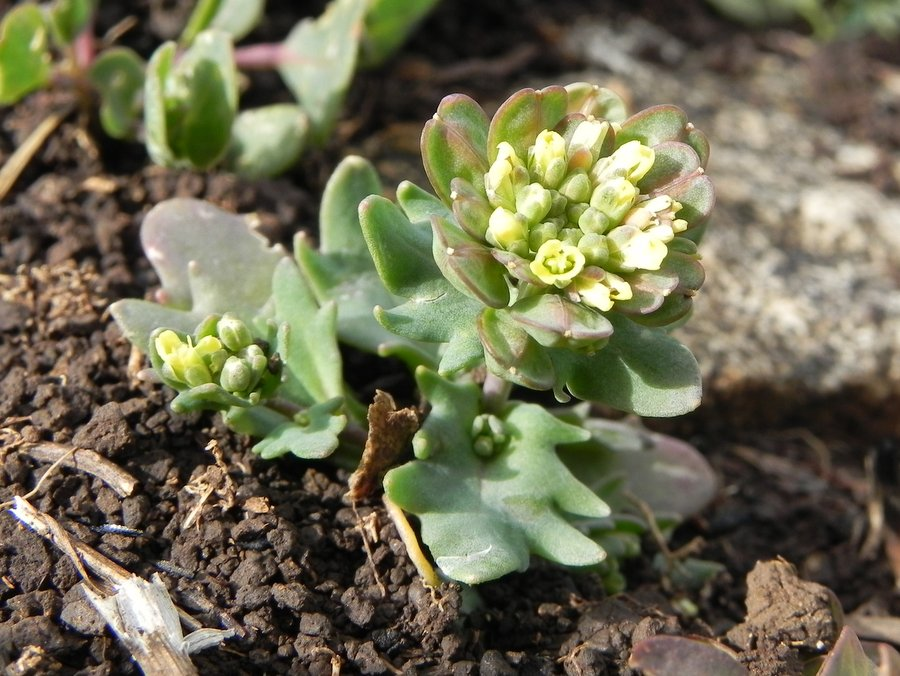
Espécimen en floración, aún incompleta

La bivonea gialla (Bivonaea lutea (Biv.) DC., 1821) è una pianta appartenente alla famiglia delle Brassicacee (o Cruciferae), diffusa nel bacino sud-occidentale del Mediterraneo. È l'unica specie attualmente accettata del genere Bivonaea.

Il nome del genere è un omaggio al botanico siciliano Antonino Bivona Bernardi (1770–1837).

## Descrizione
B. lutea è una pianta erbacea, annuale, terofita scaposa, con fusto alto 4–22 mm, di colore verde pallido.
Le foglie basali sono oblunghe; le foglie cauline sono ovali, con margine dentato, pruinose.

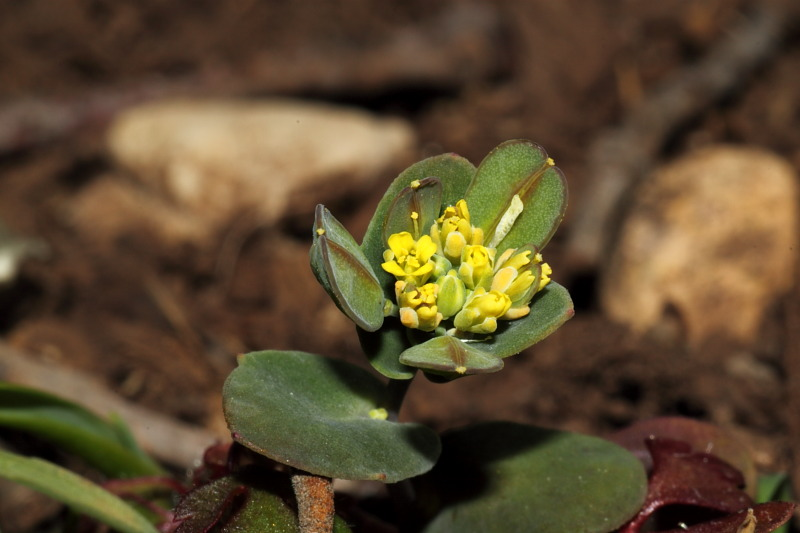

I fiori sono gialli con petali di uguali dimensioni, una volta e mezza più lunghi dei sepali. Fiorisce tra febbraio e aprile.
Il frutto è una siliquetta oblunga di 5–7 mm, con una evidente nervatura trasversale.

## Distribuzione e habitat
L'areale di questa specie è ristretto al Nord-Africa (Algeria, Tunisia) e all'Italia insulare (Sicilia  e Sardegna).
Nella sua Flora d'Italia (1982) Pignatti considera B. lutea un endemismo siculo, presente sui Nebrodi, le Madonie, i monti Sicani (monte Cammarata, monte Carcaci), oltreché in alcune stazioni della Sicilia orientale (Modica). Successivamente la specie è stata segnalata anche in altre località della Sicilia (p. es. Rocca Busambra (Alpe Cucco), Monti di Palermo e Monte Cofano) ed in Sardegna (sul Monte Albo e in altre località del nuorese)
Cresce su prati, garighe e terreni incolti, sino a oltre 1000 m di altitudine..

## Tassonomia
B. lutea è in atto l'unica specie riconosciuta del genere Bivonaea.
Altre specie assegnate in passato a questo genere sono oggi classificate all'interno di altri generi di Brassicaceae.

### Binomi obsoleti
- Bivonaea abulensis (Pau) Samp. = Jonopsidium abulense (Pau) Rothm.
- Bivonaea albiflora (Durieu) Prantl = Jonopsidium albiflorum Durieu
- Bivonaea praecox Bertol.  = Jonopsidium albiflorum Durieu
- Bivonaea prolongoi (Boiss.) Samp. = Jonopsidium prolongoi (Boiss.) Batt.
- Bivonaea saviana Caruel = Jonopsidium savianum (Caruel) Arcang.